# Lisa Eder-Held
Elisabeth „Lisa“ Eder-Held (* 1966 in Freyung) ist eine deutsche Filmproduzentin, Regisseurin und Drehbuchautorin von nationalen und internationalen Dokumentarfilmen.
Nach einem abgeschlossenen Studium in Neuerer Deutscher Literatur, Psychologie und Politikwissenschaften arbeitete sie mehrere Jahre beim Bayerischen Fernsehen, bevor sie sich als Regisseurin von Dokumentarfilmen selbstständig machte. Das Spektrum reicht von Künstlerportraits über Abenteuerreisen bis hin zu aufwendigen Reportagen und Langzeitbeobachtungen.
Eder-Held ist Jurymitglied bei diversen Dokumentarfilmfestivals und unterrichtet an der Universität Passau. Für ihren Dokumentarfilm Jenseits von Samarkand – eine usbekische Liebesgeschichte erhielt sie u. a. 2006 den Bayerischen Fernsehpreis.
Im Oktober 2017 hat Elisabeth Eder-Held die Lisa Eder Film GmbH gegründet, deren Geschäftsführerin sie ist.

## Filmographie (Auswahl)
- 2005: Jenseits von Samarkand – Eine usbekische Liebesgeschichte
  - Mangatas Traum – Die Wunderläufer von Kenia
- 2006: Leben im Südtiroler Schnalstal
- 2007: Waldwelten – Grenzgänge im Bayerischen Wald
  - Namibia – Im Etosha-Nationalpark
- 2008: Im Bann der Pferde – Island und Marokko
- 2009: Für immer und ewig – Wege ins Priesteramt
- 2010: Mythos Ostsee
  - In Gottes Namen – Die Mission der Benediktinerinnen von Tutzing
- 2011: Die Alpen von oben
- 2012: Geschichten aus der Großmarkthalle
- 2013: Die Kanarischen Inseln – Teneriffa, La Palma und El Hierro
  - Bayern! – Osten und Westen
- 2014: Wälder in Bayern – Faszination eines Lebensraums
  - Alles bleibt anders – Leben in einem Bergbauerndorf
- 2016: Seenflimmern
- 2017: Der Böhmerwald – Eine Wildnis mitten in Europa
  - Unsere Nationalparks: Die Hohen Tauern
  - Secrets of Asia – Wild camels in the Great Gobi
- 2021: Der wilde Wald[3]

## Auszeichnungen (Auswahl)
- 2006: Bayerischer Fernsehpreis
  - „Preis der Stadt Bozen in Gold“
  - Regiepreis Internationales Bergfilmfestival Trient
  - „Kamera Alpin Gold“ – Internationales Bergfilmfestival Graz
  - „Sonderpreis der Stadt Bozen“ – Filmfestival Verona
- 2007: Nature and Culture Film Award – Internationales Filmfestival Slowenien
- 2009: Publikumspreis „NaturVision“